# Edwin Fels

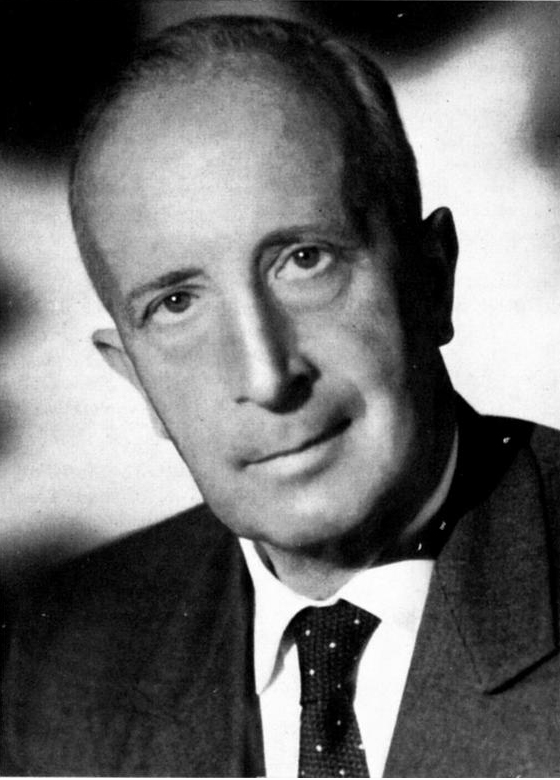
Edwin Fels (1958)

Edwin Theodor Fels (* 11. November 1888 in Korfu auf Korfu; † 19. Mai 1983 in Garching bei München) war ein deutscher Geograph.

## Leben
Fels wurde geboren als Sohn des Großkaufmanns Georg Thomas Fels und seiner Ehegattin Antonie geb. Trampitsch. 1894, nach dem Tod des Vaters, übersiedelte die Familie von Korfu nach Lindau (Bodensee).
Er besuchte das Wilhelmsgymnasium München. Nach dem Abitur begann er 1907 an der Ludwig-Maximilians-Universität München Geographie zu studieren. 1908 wurde er im  Corps Isaria aktiv. Als Inaktiver wechselte er an die Friedrich-Wilhelms-Universität zu Berlin.  Mit einer Doktorarbeit über den Plansee (Tirol) wurde er 1913 in München zum Dr. phil. promoviert. Von 1915 bis 1918 nahm er am Ersten Weltkrieg teil, zuletzt als Feldtopograph. Nach seiner Habilitation lehrte er ab 1923 als Privatdozent an der Universität München. 1927 wurde er zum nichtbeamteten a.o. Professor ernannt. 1932/33 saß Fels im Vorstand vom Verband der Deutschen Hochschulen.
In der Weimarer Republik schloss Fels sich der Deutschnationalen Volkspartei (DNVP) an. Am 26. Oktober 1937 beantragte er die Aufnahme in die NSDAP und wurde rückwirkend zum 1. Mai desselben Jahres aufgenommen (Mitgliedsnummer 5.097.021). Von 1938 bis 1945 war er o. Professor für Wirtschaftsgeographie an der Wirtschaftshochschule Berlin. 1948 kam er in West-Berlin auf den Lehrstuhl der Freien Universität. Seit 1949 hielt er auch eine Honorarprofessur an der Technischen Hochschule Berlin und einen Lehrauftrag an der Deutschen Hochschule für Politik. 1957 wurde Fels emeritiert.

## Ehrenmitgliedschaften
- Geographische Gesellschaft zu Greifswald
- Geographische Gesellschaft München
- Geographische Gesellschaft Rom
- Geographische Gesellschaft Belgrad
- Corps Isaria

## Veröffentlichungen
- Neuauslotung des Walchensees. In: Zeitschrift der Gesellschaft für Erdkunde zu Berlin, 1922, S. 145–147 (Kleine Mitteilungen) (online)
- Die neue Tiefenkarte des Walchensees. In: Zeitschrift der Deutschen Geologischen Gesellschaft, Band 75, 1923, S. 155–156 (Kurzfassung)
- Tiefenkarte des Walchensees. Nach Messungen in den Jahren 1921–23 entworfen und gezeichnet von Dr. Edwin Fels. Beilage in: Zeitschrift des Deutschen und Oesterreichischen Alpenvereins, Band 55, München 1924 (online).
- Vom Athos zum Ida. Griechische Hochgebirgsbilder in Schilderungen deutscher Reisender. Friederichsen, de Gruyter & Co., Hamburg 1930.
- Das Weltmeer in seiner wirtschafts- und verkehrsgeographischen Bedeutung. Quelle & Meyer, Leipzig 1932.
- Der Mensch als Gestalter der Erde. Bibliographische Anstalt, Leipzig 1935.
- Landgewinnung in Griechenland. J. Perthes, Gotha 1944.
- Die Umgestaltung der Erde durch den Menschen. Schöningh, Paderborn 1962, ISBN 978-3506231307.
- mit Rudolf Lütgens und Erich Otremba: Der wirtschaftende Mensch als Gestalter der Erde. Franckh, Stuttgart 1954.